# Hethersett
Hethersett är en ort och civil parish i Storbritannien.   Den ligger i grevskapet Norfolk och riksdelen England, i den sydöstra delen av landet, 150 km nordost om huvudstaden London. Hethersett ligger 52 meter över havet och antalet invånare är 4 109.
Terrängen runt Hethersett är platt. Runt Hethersett är det ganska tätbefolkat, med 124 invånare per kvadratkilometer. Närmaste större samhälle är Norwich, 9,1 km öster om Hethersett. Trakten runt Hethersett består till största delen av jordbruksmark.